# إدغار نوريس
إدغار نوريس هو مجدف كندي، ولد في 23 ديسمبر 1902 في تورونتو في كندا، وتوفي في 20 أبريل 1982 في مقاطعة ساراسوتا في الولايات المتحدة.

## وصلات خارجية
- إدغار نوريس على موقع الاتحاد الدولي للتجديف (الإنجليزية)
- إدغار نوريس على موقع اللجنة الأولمبية الدولية (الإنجليزية)
- إدغار نوريس على موقع أوليمبيديا (الإنجليزية)